# Мечеть Абдумалик
Мечеть Абдумалик (узб. Abdumalik masjidi) — архитектурный памятник, расположенный в кишлаке Гова махалли Янгихаёт (Чустский район, Наманганская область, Узбекистан). Построена в 1913 году. Мечеть построена в исламском архитектурном стиле, площадью 61,1 м2 
В настоящее время входит в список материального культурного наследия Узбекистана республиканского значения.

## История
Мечеть Абдумалик была построена в 1913 году в Наманганском уезде Ферганской области Туркестанского генерал-губернаторства. В советское время не использовалась как мечеть.
В 2014 году решением Кабинета министров Узбекистана внесена в список материального культурного наследия страны республиканского значения. Однако несмотря на это, в 2018 году решением хокима района Баходира Охунова объект был выведен из баланса инспекции по культурному наследию на баланс хокимията по безосновательному утверждению о том, что «здание было построено методом хашар, ныне заброшено, собственник не идентифицирован». После, администрация района продала территорию объекта через аукцион за 61 млн. сумов. 30 апреля 2019 года хоким района своим решением разрешил перестроить объект культурного наследия. В итоге человек, купивший объект, отремонтировал и изменил цвет потолка мечети. По сообщению Генеральной прокуратуры Узбекистана, в результате ремонта был нанесен ущерб архитектурному памятнику на сумму 806,5 млн. сумов.
В 2022 году возбуждено уголовное дело в отношение должностных лиц хикимията района. В 2023 году архитектурный памятник мечеть Абдумалик находиться в аварийном состояние и требуется работа реставраторов по сохранению уникального исторического памятника XX века.